# كونراد هاس
كونراد هاس (بالألمانية: Conrad Haas)‏ هو مهندس ومهندس قتالي نمساوي، ولد في 1509 في Dornbach ‏ في النمسا، وتوفي في 1576 في سيبيو في رومانيا.